# Salacca magnifica
Salacca magnifica là loài thực vật có hoa thuộc họ Arecaceae. Loài này được Mogea miêu tả khoa học đầu tiên năm 1980.

## Hình ảnh

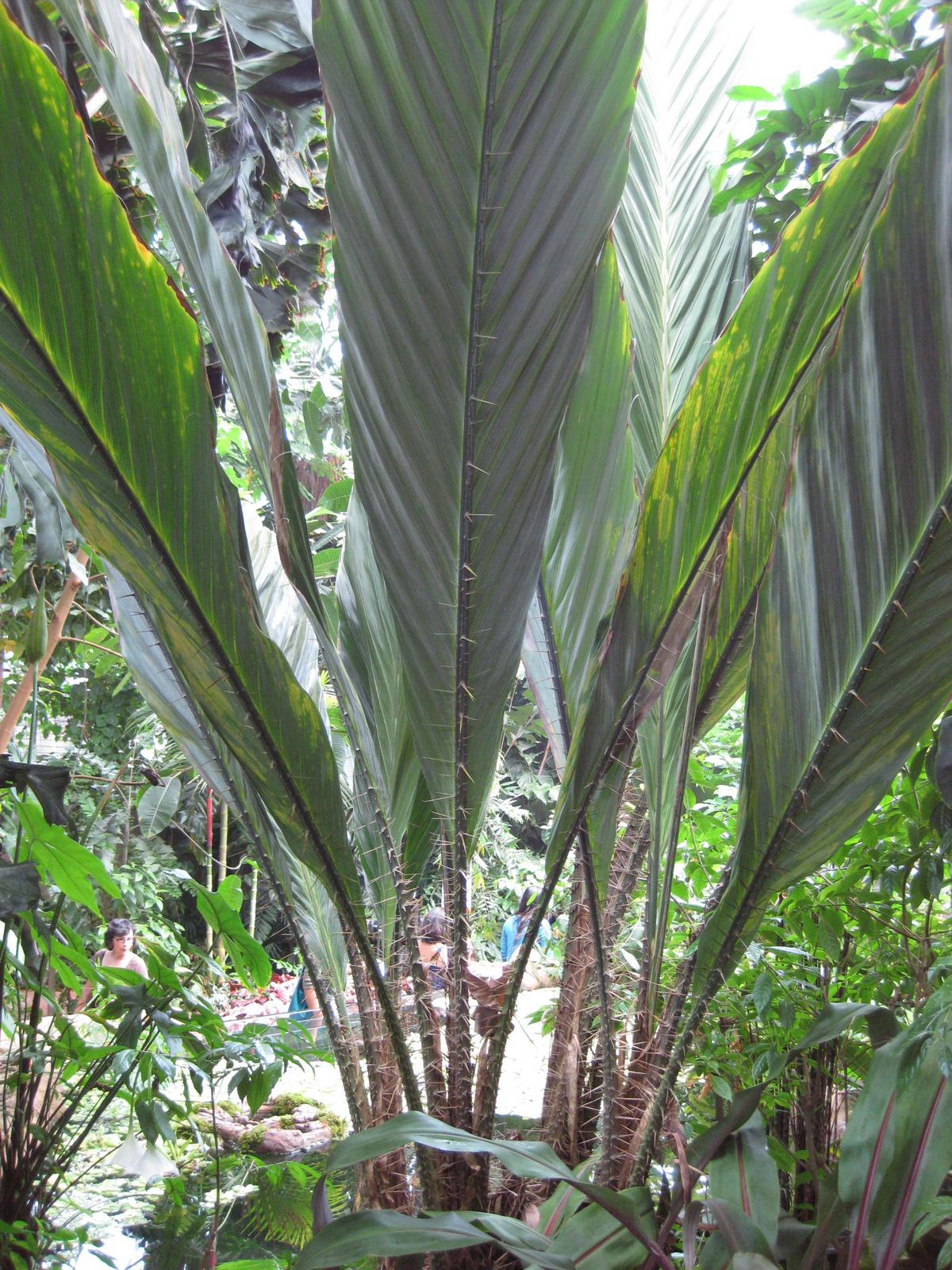
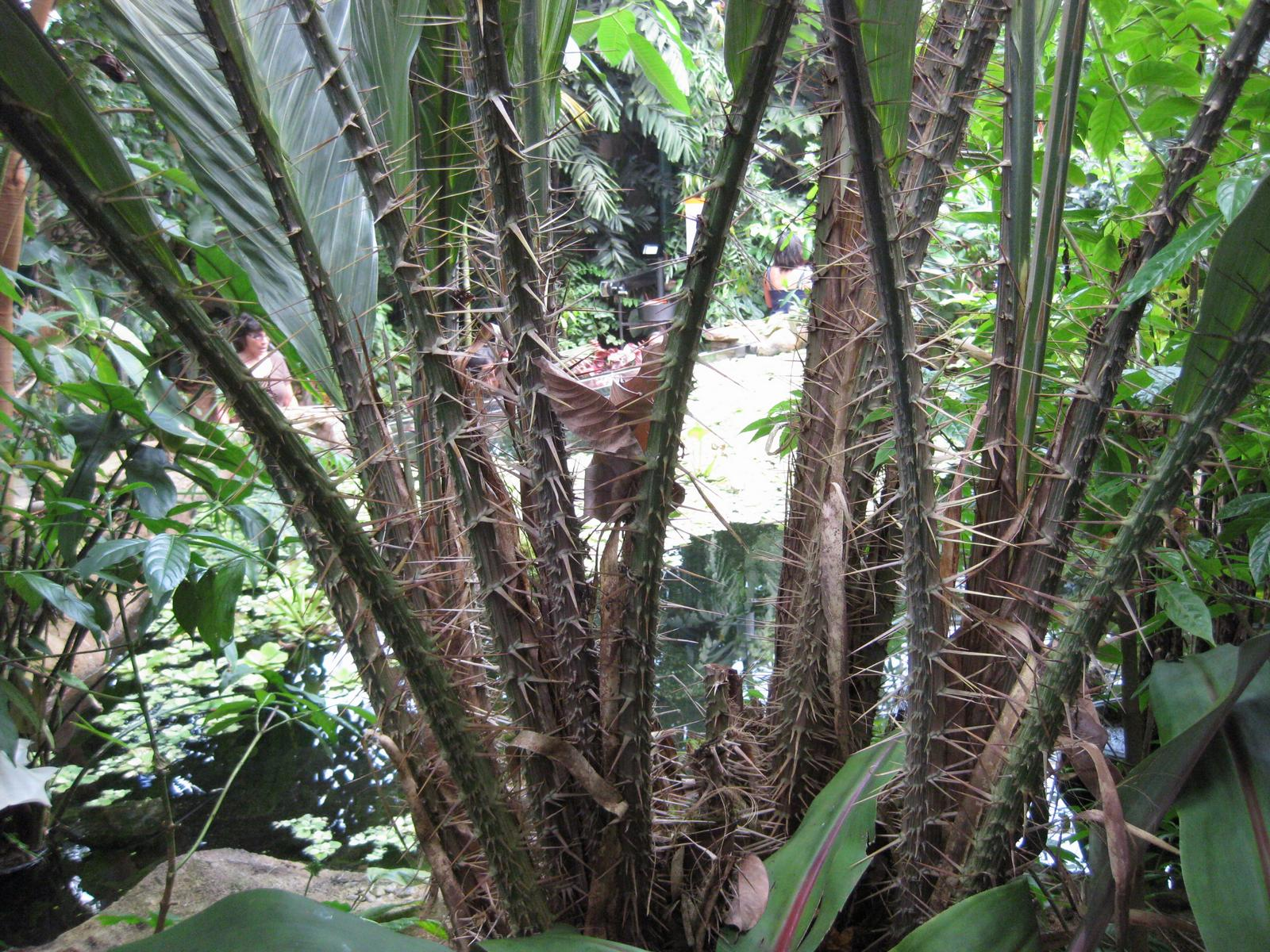
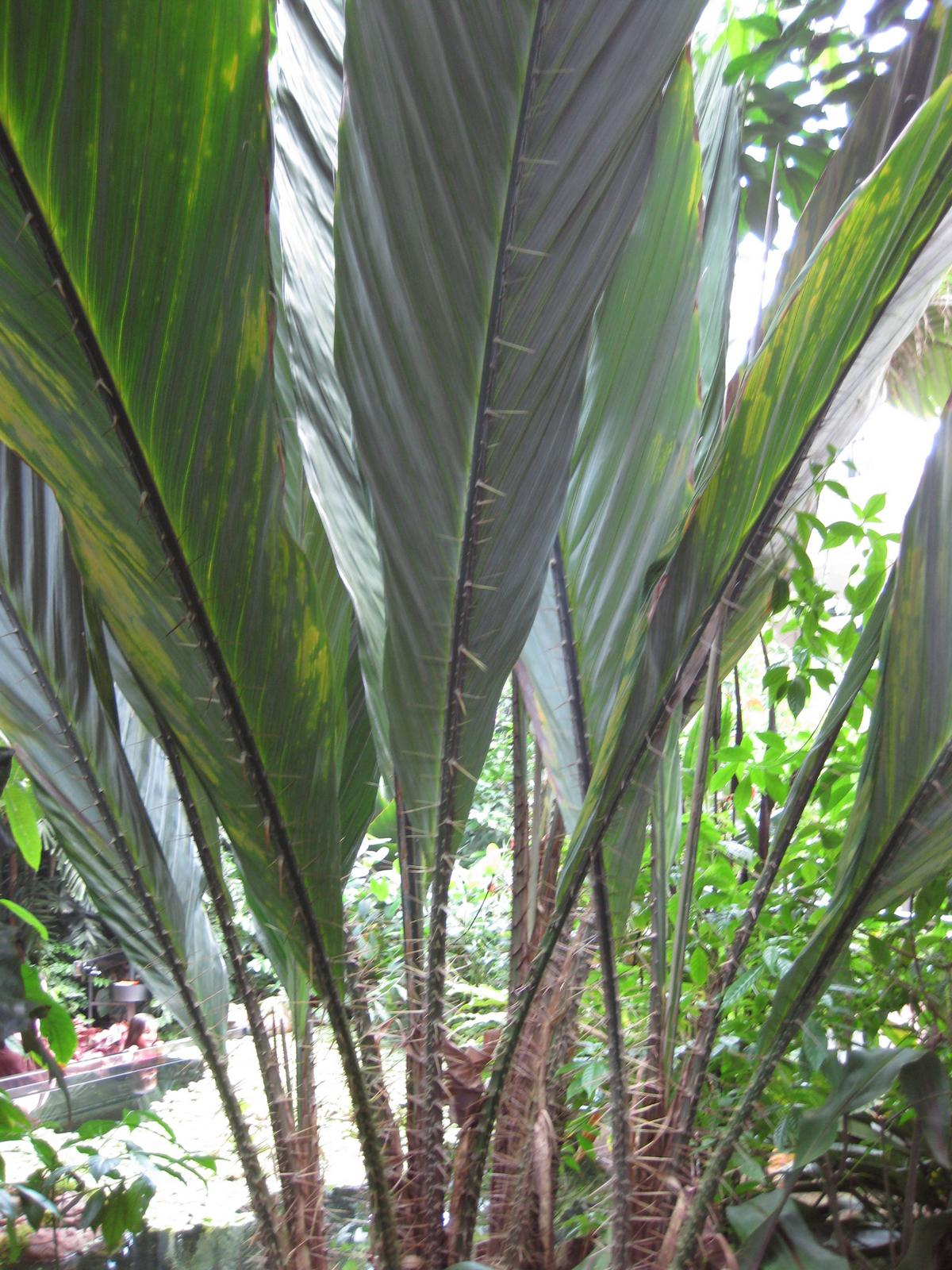
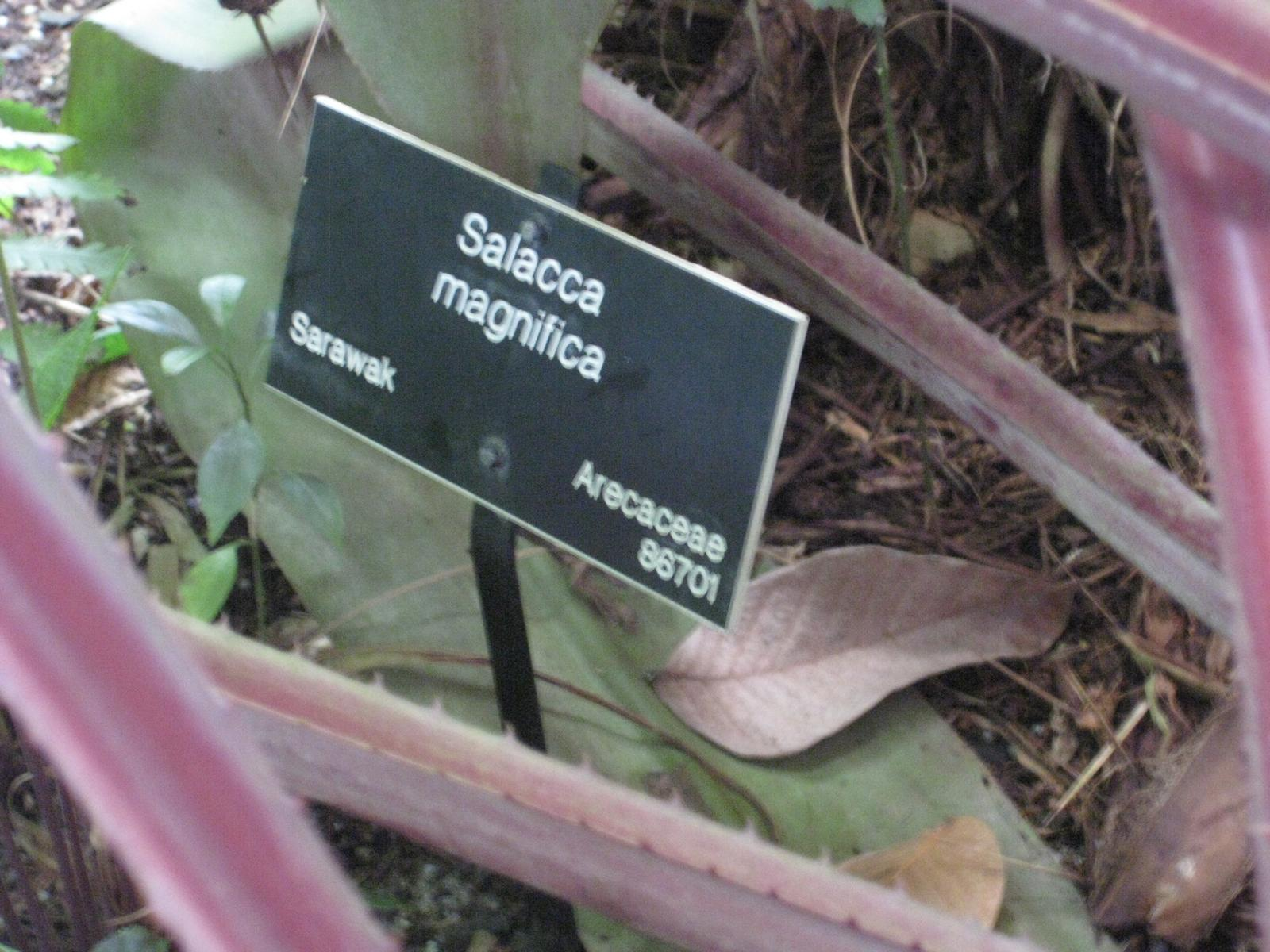